# 法朗潘
法朗潘（法語：Phalempin，法語發音：[falɑ̃pɛ̃]）是法国上法兰西大区北部省的一个市镇，位于该省中部偏南，属于里尔区。

## 地理
法朗潘（50°31'1"N, 3°0'59"E）面积7.93 平方千米，位于法国上法蘭西大區北部省，该省份为法国最北部的省份及最长的省份，西北濒北海，西接加来海峡省，南至埃纳省和索姆省，东与比利时接壤。
与法朗潘接壤的市镇（或旧市镇、城区）包括：瑟克兰、瓦阿尼、利贝库尔、阿蒂什、卡朗博地区康凡、舍米、拉讷维尔。

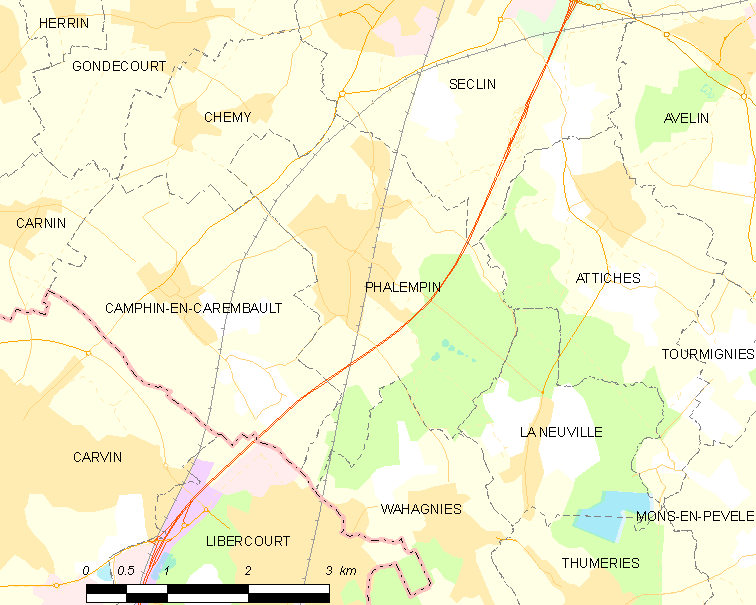
法朗潘的OSM定位图

法朗潘的时区为UTC+01:00、UTC+02:00（夏令时）。

## 行政
法朗潘的邮政编码为59133，INSEE市镇编码为59462。

## 政治
法朗潘所属的省级选区为阿讷兰县。

## 人口

1962-2008年间法朗潘人口变化图示

法朗潘于2022年1月1日时的人口数量为4863人。